# Uvaria semecarpifolia
Uvaria semecarpifolia este o specie de plante angiosperme din genul Uvaria, familia Annonaceae, descrisă de Joseph Dalton Hooker și Thomas Thomson. Conform Catalogue of Life specia Uvaria semecarpifolia nu are subspecii cunoscute.